# Nils Söderström (läkare)
Karl Fredrik Nils Söderström, född den 22 mars 1911 i Stockholm, död den 26 september 1984 i Lund, var en svensk läkare. Han var son till Carl Söderström och dotterson till Erik Edlund.
Söderström avlade studentexamen i Karlskrona 1929, medicine kandidatexamen vid Uppsala universitet 1932 och medicine licentiatexamen där 1938. Han promoverades till medicine doktor i Uppsala 1949. Söderström blev docent vid Uppsala universitet sistnämnda år och vid Göteborgs universitet 1956. Han hade olika läkarförordnanden i Uppsala och Göteborg 1938–1950, var biträdande överläkare vid Falu lasarett 1950–1953, överläkare vid Karlstads lasarett 1953–1962 och vid Lunds lasarett 1962–1977. Söderström var professor i praktisk medicin vid Lunds universitet 1962–1977. Han publicerade skrifter i invärtes medicin. Söderström invaldes som ledamot av Fysiografiska Sällskapet 1967. Han blev riddare av Nordstjärneorden 1966. Söderström vilar på Norra kyrkogården i Lund.